# Pinklao
Phrabat Somdet Phra Pinklao Chaoyuhua (in lingua thai: พระบาทสมเด็จพระปิ่นเกล้าเจ้าอยู่หัว) (Thonburi, 4 settembre 1808 – Bangkok, 7 gennaio 1866) fu secondo re del Siam, l'odierna Thailandia, dal 1851 al 1866.
Ottenne tale titolo dal fratello, il Re del Siam Mongkut, che lo incoronò assegnandogli pari dignità regale.

## Biografia

### Infanzia e gioventù
Nacque il 4 settembre 1808 nel vecchio Palazzo Reale di Thonburi e fu chiamato Principe Chutamani. Era figlio del Principe Isarasundhorn e della Principessa Bunrod. Il nonno era il Re del Siam Rama I, che aveva scoperto la relazione tra Isarasundhorn e la cugina Bunrod e li aveva cacciati dal Grande Palazzo Reale di Bangkok, assegnando loro la vecchia residenza del suo predecessore Taksin nella vicina Thonburi. Dalla relazione con Bunrod nacque nel 1804 anche il Principe Mongkut. Nel 1809, alla morte di Rama I, Isarasundhorn fu incoronato Re del Siam con il nome regale Buddha Loetla Nabhalai, Bunrod divenne la Regina Sri Suriyendra e la famiglia si spostò nel Grande Palazzo Reale a Bangkok. Il Principe Chutanami tornò spesso durante l'adolescenza al Palazzo di Thonburi.
Durante il regno di Buddha Loetla Nabhalai, si distinse come ministro il fratellastro di Chutamani Jessadabodindra, nato nel 1787, la cui madre era la concubina Chao Chom Manda Riam. Il re morì nel 1824 e secondo la tradizione il trono sarebbe spettato a Mongkut, come primogenito della regina consorte. Mongkut quello stesso anno aveva preso i voti di monaco e fu giudicato troppo giovane dai nobili più influenti del regno che assegnarono il trono all'esperto Jessadabodindra, incoronato con il nome regale Nangklao o Rama III.

### Ministro durante il regno di Rama III
Con la morte del padre, Chutanami si trasferì al Palazzo di Thonburi insieme alla madre Sri Suriyendra. Nel parco del palazzo fece costruire la propria residenza, che fu la prima in stile occidentale tra quelle dei membri della famiglia reale. Sia Mongkut che Chutanami non contestarono la nomina a re di Jessadabodindra da parte dei nobili, il primo continuò la vita monacale mentre Chutanami dopo qualche anno entrò a far parte dell'amministrazione statale. Fu inquadrato nell'Esercito Reale come responsabile dell'Artiglieria terrestre, con il comando di alcuni reggimenti e delle divisioni dei volontari vietnamiti e indiani. Per ricompensarlo dei servigi offerti, nel 1832 il fratellastro Rama III gli assegnò il titolo Kromma Khun Isaret-rangsant, equivalente a principe di quarto grado.
Era il periodo in cui i britannici stavano conquistando la Birmania con le guerre anglo-birmane ed espandendo la propria influenza sul Sud-est asiatico. Il Siam aveva riaperto le proprie frontiere alla diplomazia occidentale dopo due secoli, da quando il Re Narai era stato assassinato per aver favorito l'intromissione dei francesi negli affari di Stato. Chutanami, al pari di Mongkut, imparò bene la lingua inglese e si adoperò per la modernizzazione del Siam secondo le nuove tecnologie occidentali. Si dimostrò ben disposto verso i diplomatici stranieri, in particolare con l'inviato statunitense Edmund Roberts, che apprezzava il suo inglese fluente e lo invitò a presenziare sia alla firma del trattato commerciale tra USA e Siam che alle esercitazioni navali a bordo della sloop-of-war americana Peacock ormeggiata a Bangkok.

### Regno al fianco di Mongkut
Alla morte di Nangklao nel 1851, Kromma Khun Isaret era l'erede presuntivo al trono, ma Mongkut dopo 27 anni sciolse i voti monacali e fu incoronato re il 25 maggio 1851 con l'avallo dell'aristocrazia di Bangkok. Il nuovo sovrano concesse al fratello pari dignità proclamandolo secondo re e Palazzo Davanti (titolo riservato agli eredi al trono ed equivalente a viceré) con il nome regale Pinklao. Gli furono assegnati gli appellativi Phrabat Somdet e Chao Yu Hua, un trattamento che in Siam era riservato esclusivamente al monarca. L'esperto di storia thailandese David Wyatt ha sostenuto che, accordandogli tale trattamento, Mongkut abbia prevenuto possibili reclami della corona da parte di Pinklao. Il popolo comunque lo chiamava Wang Lang (Palazzo Davanti), mentre Mongkut era chiamato Wang Luang (Palazzo Reale). I rapporti tra i due fratelli rimasero sempre basati sulla lealtà reciproca.

#### Palazzo Davanti
Dopo l'investitura, Pinklao si trasferì a Bangkok nella residenza riservata al Palazzo Davanti, situata nella piazza chiamata Sanam Luang di fronte al Palazzo Reale. Si fece costruire un altro palazzo nei pressi di Saraburi. Ebbe la responsabilità degli affari esteri e, grazie alla padronanza dell'inglese, fu determinante per la stipulazione nel 1855 del Trattato Bowring, mantenendo la corrispondenza ad esso relativa con il diplomatico britannico John Bowring. Ebbe un ruolo analogo nel Trattato Harris stipulato nel 1856 con la diplomazia statunitense. I personaggi più influenti del regno di Mongkut rimasero comunque i nobili e ministri Prayurawongse e Pichaiyat, e le decisioni esecutive del re e del viceré furono limitate.
In qualità di secondo re e di Palazzo Davanti, Pinklao ebbe un proprio esercito privato di oltre 2.000 uomini modernamente equipaggiati e addestrati, nonché una propria flotta composta da diverse navi. L'istituto del Palazzo Davanti raggiunse con Pinklao un potere mai avuto dai precedenti uparat del Siam. In particolare, fu affidata a Pinklao un'enorme quantità di denaro pari a un terzo delle entrate statali per mantenere le preprie forze armate e più in generale le proprie spese.

#### Compiti in ambito militare

##### Marina militare
Fu il primo ammiraglio siamese e precursore della Reale Marina militare thailandese, che sarebbe stata ufficialmente fondata da Rama V verso la fine di quel secolo. Nel 1851 condusse la flotta siamese all'attacco di Bantaimat (l'odierna città di Ha Tien nel Vietnam meridionale), nel quadro del conflitto tra il Siam ed il Vietnam per il controllo della Cambogia. In tale occasione, i vietnamiti costrinsero i siamesi alla ritirata.
Organizzò la propria flotta costruendo il quartier generale nel comprensorio del Palazzo Davanti sulle rive del Chao Phraya, sul terreno dove ora sorge l'Università Thammasat. Fece trasformare due navi mercantili in due sloop-of-war, a cui diede il nome Asawadirot e Yongyot Ayochiya. Per formare un'evoluta generazione di artigiani navali ed ufficiali di marina, fece trasferire studenti thai in Europa per aggiornarsi sulle novità delle costruzioni navali.

##### Esercito
Re Rama III gli affidò la costruzione del Forte Phikat Khasuk per sorvegliare la foce del fiume Mae Klong nella Provincia di Samut Songkhram. Fu questo il suo primo incarico, ricevuto nel 1838. Sempre Rama III gli affidò l'addestramento dei rifugiati vietnamiti giunti in Siam nel 1838, che furono inquadrati come volontari in una divisione di Artiglieria. Lo stesso incarico gli fu affidato da Mongkut nel 1850, quando giunse una nuova ondata di rifugiati vietnamiti.
Ammodernò l'Artiglieria siamese introducendo armi, strategie e tattiche apprese nello studio dei sistemi di difesa occidentali. Fece approntare nuove uniformi simili nello stile a quelle dei sepoy indiani nell'esercito dell'Impero britannico. Tradusse dall'inglese libri sull'uso dell'Artiglieria in Occidente e sulle moderne tecniche di forgiatura delle armi. Scrisse quindi un manuale al riguardo, adottato dall'esercito, in cui aggiunse anche nozioni basate sulle credenze popolari siamesi comprendenti pratiche esoteriche.

#### Iniziative in ambito civile
Tra le passioni di Pinklao vi erano gli studi sulla cultura degli occidentali e dei laotiani. Fu un ottimo cavallerizzo, si dilettava inoltre nel canto, nella danza e nel suonare il khèn, l'organo a bocca caratteristico della musica tradizionale mor lam. Scrisse i versi di alcune canzoni e promosse iniziative musicali, tra cui la creazione di un'orchestra composta da quattro gruppi di strumenti. Fervente buddhista, osservò con scrupolo i precetti religiosi che derivavano dal suo ruolo istituzionale e fece ristrutturare diversi wat.
Fu un acceso sostenitore della medicina occidentale, ma trovò scarso appoggio a corte nel diffonderne i benefici. I siamesi non erano abituati a farsi visitare e toccare dai dottori e vedevano con sospetto le nuove medicine. Pinklao riuscì comunque a far vaccinare contro il vaiolo diversi siamesi da un medico statunitense. Il successo dell'iniziativa fu apprezzato a corte e Re Rama III autorizzò alcuni studenti a fare pratica di vaccinazioni.
Si appassionò in molti campi della scienza e della tecnologia e si destreggiò anche in attività manuali, come quella di meccanico e orologiaio. Oltre alle traduzioni dall'inglese, con il contributo di stranieri residenti in Siam costruì il primo battello a vapore del Paese ed altre imbarcazioni. La sua ammirazione per l'Occidente fu evidente anche nell'abbigliamento che portava, nel caratteristico taglio dei baffi e nelle uniformi che scelse per le proprie truppe. Introdusse nel Paese l'uso dei biglietti da visita. Uomo di spirito, odiava le formalità e le cerimonie reali.

## Morte e successione
Affetto da una malattia cronica, Pinklao passò buona parte degli ultimi tre anni di vita nel palazzo di Saraburi. Morì il 7 gennaio 1866, due anni prima di Mongkut, che avrebbe lasciato il trono al proprio figlio quindicenne Chulalongkorn. Fu nominato reggente il potente ministro Si Suriyawongse della famiglia Bunnag, e questi fece nominare Palazzo Davanti il figlio di Pinklao Principe Yingyot, con il nome regale Vichaichan. I rapporti tra quest'ultimo e Re Chulalongkorn furono sin dall'inizio conflittuali e avrebbero generato la crisi del Palazzo Davanti, con cui nel 1875 Vichaichan fu esautorato e l'istituto del Palazzo Davanti fu soppresso.

## Titoli e trattamenti
- 1808-1832: Sua Altezza Reale Principe Chutamani (เจ้าฟ้าจุฑามณี)
- 1832-1851: Sua Altezza Reale Principe Isaret-rangsant (สมเด็จพระเจ้าน้องยาเธอ กรมขุนอิศเรศรังสรรค์)
- 1851-1866: Sua Maestà Re Pinklao (พระบาทสมเด็จพระปิ่นเกล้าเจ้าอยู่หัว)